# Сыга (Юкаменский район)
Сыга — деревня в Юкаменском районе Удмуртии, в составе Ертемского сельского поселения.

## География
Деревня расположена на высоте 159 м над уровнем моря.
Улицы:
- Западная

## Население
Численность постоянного населения деревни составляет 32 человека (2007).